# Don't Cry Daddy
Singles de Elvis Presley
Suspicious Minds 
You'll Think of Me"
(1969) Kentucky Rain
(1970)
Don't Cry Daddy est une chanson d'Elvis Presley, sortie en single sur le label RCA Victor en 1969.

## Composition
La chanson a été écrite par Mac Davis, qui a aussi écrit pour Elvis la chanson In the Ghetto.

## Histoire
La chanson a été originellement enregistrée par Elvis Presley. Enregistrée par lui en janvier 1969, elle sort en single en novembre de la même année.